# Boghești
Boghești es una comuna ubicada en el distrito de Vrancea, Rumania.

## Superficie
Posee una superficie de 50,25 kilómetros cuadrados.

## Demografía
Hasta 2021 la población era de 1264 habitantes, con una densidad de población de 25,15 habitantes por kilómetro cuadrado.